# NGC 7320
NGC 7320 је спирална галаксија у сазвежђу Пегаз која се налази на NGC листи објеката дубоког неба.
Деклинација објекта је + 33° 56' 54" а ректасцензија 22h 36m 3,5s. Привидна величина (магнитуда) објекта NGC 7320 износи 12,5 а фотографска магнитуда 13,2. Налази се на удаљености од 16,035 милиона парсека од Сунца. NGC 7320 је још познат и под ознакама UGC 12101, MCG 6-49-42, CGCG 514-63, VV 288, ARP 319, HCG 92A, Stephan's quintet, PGC 69270.